# Liste der Biografien/Steinm
Liste der Biografien |
Portal Biografien |
Personensuche
# |
A |
B |
C |
D |
E |
F |
G |
H |
I |
J |
K |
L |
M |
N |
O |
P |
Q |
R |
S |
T |
U |
V |
W |
X |
Y |
Z |
?
 
Sa |
Sb |
Sc |
Sd |
Se |
Sf |
Sg |
Sh |
Si |
Sj |
Sk |
Sl |
Sm |
Sn |
So |
Sp |
Sq |
Sr |
Ss |
St |
Su |
Sv |
Sw |
Sy |
Sz
 
Sta |
Ste |
Sth |
Sti |
Stj |
Stl |
Sto |
Str |
Sts |
Stt |
Stu |
Stv |
Stw |
Sty
 
Stea |
Steb |
Stec |
Sted |
Stee |
Stef |
Steg |
Steh |
Stei |
Stej |
Stek |
Stel |
Stem |
Sten |
Steo |
Step |
Ster |
Stes |
Stet |
Steu |
Stev |
Stew |
Stey |
Stez
 
Steib |
Steic |
Steid |
Steie |
Steif |
Steig |
Steij |
Steik |
Steil |
Steim |
Stein |
Steio |
Steir |
Steis |
Steit |
Steiw |
Steix
 
Steina |
Steinb |
Steinc |
Steind |
Steine |
Steinf |
Steing |
Steinh |
Steini |
Steink |
Steinl |
Steinm |
Steinn |
Steino |
Steinp |
Steinr |
Steins |
Steint |
Steinu |
Steinv |
Steinw
Die Liste der Biografien führt alle Personen auf, die in der deutschsprachigen Wikipedia einen Artikel haben. Dieses ist eine Teilliste mit 192 Einträgen von Personen, deren Namen mit den Buchstaben „Steinm“ beginnt.

## Steinm

### Steinma
- Steinmair, Johann (1825–1897), österreichischer Politiker
- Steinman, David B. (1886–1960), amerikanischer Brückenbau-Ingenieur
- Steinman, Jim (1947–2021), US-amerikanischer Komponist und MusikproduzentJim Steinman (1947–2021)

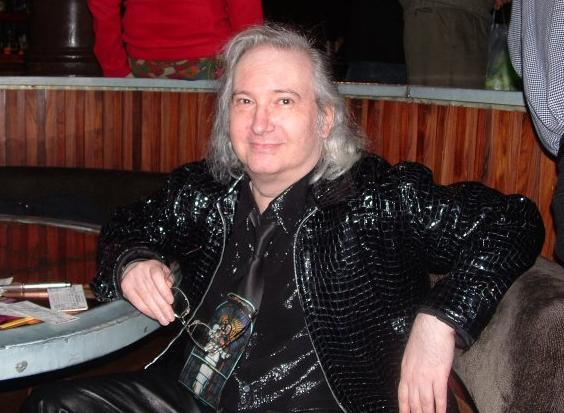
Jim Steinman (1947–2021)

- Steinman, Ralph M. (1943–2011), kanadischer Immunologe und Nobelpreisträger
- Steinmann, Adelheid (1866–1925), deutsche Frauenrechtlerin und Politikerin
- Steinmann, Alexander, deutscher Maschinenbauingenieur und Hochschulprofessor
- Steinmann, Alfred (1892–1974), Schweizer Ethnologe
- Steinmann, Benita (1940–1996), deutsche Puppenspielerin
- Steinmann, Daniel (1779–1839), Schweizer Kaufmann und Politiker
- Steinmann, Danny (1942–2012), US-amerikanischer Filmregisseur
- Steinmann, Dieter (* 1950), deutscher Sprinter
- Steinmann, Dimitri (* 1997), Schweizer Squashspieler
- Steinmann, Elly (1921–2009), deutsche Publizistin und Friedensaktivistin
- Steinmann, Ernst (1866–1934), deutscher Kunsthistoriker
- Steinmann, Eugen (1873–1955), Schweizer Unternehmer
- Steinmann, Eugen von (1839–1899), preußischer Landrat in den Kreisen Stuhm, Zell, Köln, Kröben und Rawitsch
- Steinmann, Frédérick (* 1953), schweizerisch-österreichischer Bildhauer, Maler und Installationskünstler
- Steinmann, Friedrich Arnold (1801–1875), deutscher Jurist und Schriftsteller
- Steinmann, Georg von (1830–1901), deutscher Verwaltungsjurist, zuletzt Oberpräsident der Provinz Schleswig-Holstein
- Steinmann, Georg von (1866–1938), deutscher Verwaltungsbeamter
- Steinmann, George (* 1950), Schweizer Bildender Künstler, Bluesmusiker
- Steinmann, Gustav (1856–1929), deutscher Geologe und Paläontologe
- Steinmann, Hans (1860–1929), deutscher Landwirt und Politiker (DNVP)
- Steinmann, Hans Joachim (1703–1792), Schweizer Bürgermeister
- Steinmann, Hans Joachim (1769–1836), Schweizer Bürgermeister
- Steinmann, Hans-Jürgen (1929–2008), deutscher Schriftsteller
- Steinmann, Heinrich (1899–1969), deutscher Ingenieur und Flughafendirektor
- Steinmann, Heinrich (1931–2025), Schweizer Elektroingenieur und Manager
- Steinmann, Heinrich Christian (1820–1902), deutscher Bassposaunist und Königlich Preußischer Kammermusiker
- Steinmann, Heinz (1938–2023), deutscher Fußballspieler
- Steinmann, Horst (* 1934), deutscher Wirtschaftswissenschaftler
- Steinmann, Jacob (1599–1658), deutscher Verwaltungsbeamter
- Steinmann, Joachim (* 1949), deutscher Künstler und Politiker (CDU), MdV, MdL
- Steinmann, Johann Jacob (1800–1844), Schweizer Zeichner, Lithograf und Landschaftsmaler
- Steinmann, Klaus-Jürgen (* 1941), deutscher Schauspieler
- Steinmann, Kurt (* 1945), Schweizer Altphilologe und Schriftsteller
- Steinmann, Lenhart, Schweizer Wundarzt
- Steinmann, Lisa (* 1966), deutsche Politikerin (SPD), MdL
- Steinmann, Martin (* 1940), Schweizer Historiker und Bibliothekar
- Steinmann, Martin (1942–2022), Schweizer Architekt und Architekturhistoriker
- Steinmann, Matti (* 1995), deutscher FußballspielerMatti Steinmann (* 1995)

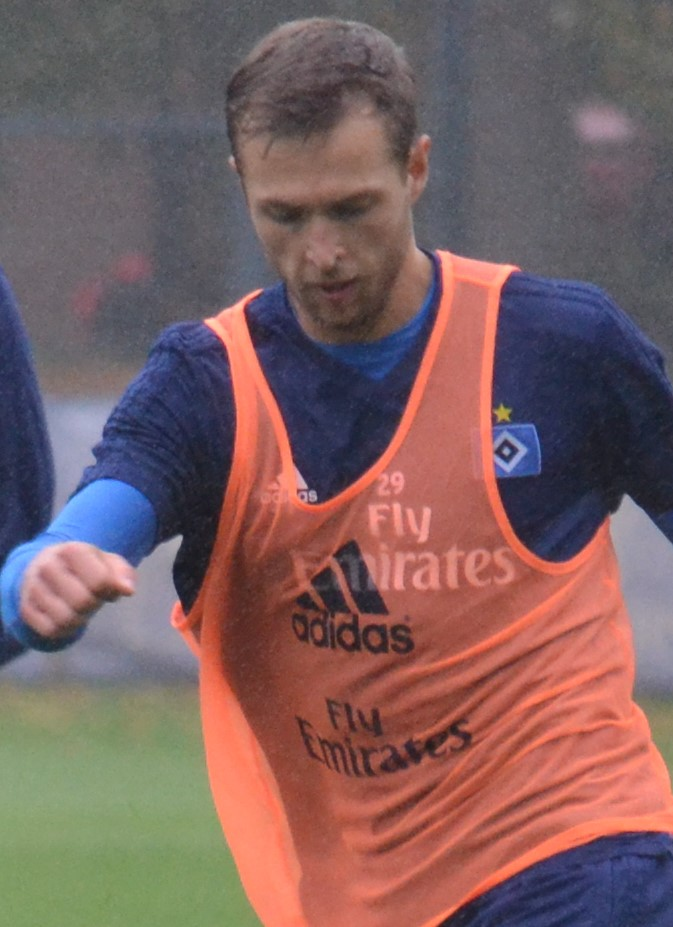
Matti Steinmann (* 1995)

- Steinmann, Otto (1831–1894), deutscher Beamter und Politiker
- Steinmann, Paul (1885–1953), Schweizer Biologe, Hochschullehrer, Lehrer, Konservator, Redakteur und Autor
- Steinmann, Paul (1888–1973), deutscher Historiker und Archivar
- Steinmann, Paul (* 1956), Schweizer Theaterautor und Regisseur
- Steinmann, Peter (* 1962), Schweizer Pentathlet
- Steinmann, Peter Frederik (1812–1894), dänischer General und Kriegsminister
- Steinmann, Peter Klaus (1935–2004), deutscher Puppenspieler
- Steinmann, Rico (* 1967), deutscher FußballspielerRico Steinmann (* 1967)

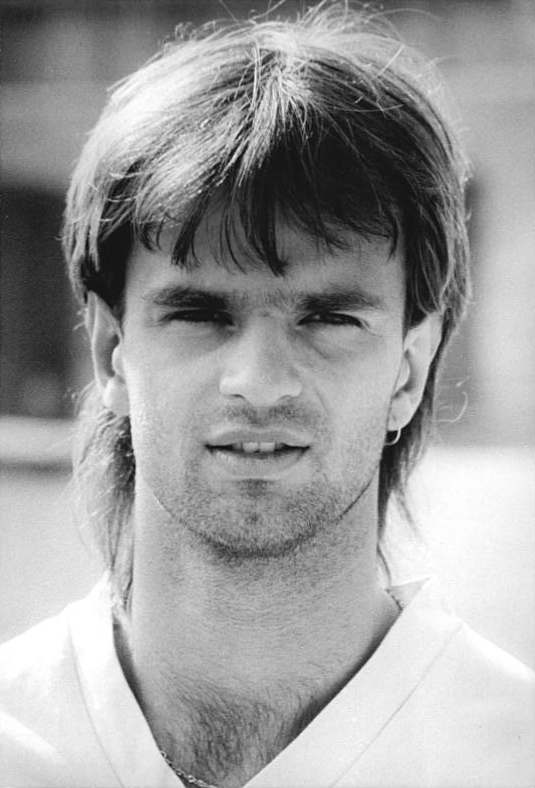
Rico Steinmann (* 1967)

- Steinmann, Robert (* 1974), deutscher Eishockeyspieler
- Steinmann, Roger (* 1961), Schweizer Filmregisseur
- Steinmann, Rolf (* 1942), deutscher Fußballspieler
- Steinmann, Roman (* 2003), österreichischer Fußballspieler
- Steinmann, Tobias (1556–1631), deutscher Buchdrucker und Ratsherr in Jena
- Steinmann, Ulrich (1906–1983), deutscher Volkskundler, Direktor des Museums für Volkskunde in Ost-Berlin
- Steinmann, Ulrich (* 1944), deutscher Spion der DDR im Bundesministerium der Verteidigung
- Steinmann, Valerie (1921–2011), Schweizer Schauspielerin
- Steinmann, Veit (* 1988), deutscher Jazzmusiker (Cello)
- Steinmann, Wilhelm (1817–1859), deutscher Pädagoge und Schulbuch-Herausgeber
- Steinmann, Wulf (1930–2019), deutscher Physiker und Altrektor der Ludwig-Maximilians-Universität München
- Steinmann-Bucher, Arnold (1849–1942), deutschsprachiger Wirtschaftswissenschaftler und Publizist
- Steinmann-Peczinka, Claudia (* 1968), Schweizer Unternehmerin, Moderatorin und Synchronschwimmerin
- Steinmar, mittelhochdeutscher Dichter von Minneliedern
- Steinmark, Rose (* 1951), russlanddeutsche Journalistin, Literaturkritikerin, Autorin und Dramaturgin
- Steinmaßl, Erwin (1924–1967), österreichischer Politiker (SPÖ), Abgeordneter zum Nationalrat
- Steinmaßl, Hermann (* 1948), deutscher Politiker (CSU), MdL und Landrat des Landkreises Traunstein
- Steinmaßl, Susanne (* 1985), deutsche Regisseurin und Videokünstlerin
- Steinmasslová, Milena (* 1955), tschechische Schauspielerin
- Steinmaurer, Markus (* 1975), österreichischer Politiker (FPÖ), Mitglied des Bundesrates
- Steinmayer, Otto (1876–1960), deutscher Gewerkschafter und Politiker (SPD), MdL
- Steinmayr, Erich (* 1946), österreichischer Architekt
- Steinmayr, Jochen (1926–2006), deutscher Journalist
- Steinmayr, Philipp (* 1993), österreichischer Motorradrennfahrer
- Steinmayr, Teddy (* 1964), österreichischer Leichtathlet
- Steinmayr, Thaddäus (1921–2017), österreichischer Politiker (ÖVP), Landtagsabgeordneter
- Steinmayr, Wolfgang (* 1944), österreichischer Radrennfahrer

### Steinme
- Steinmeier, Anne (* 1957), deutsche evangelisch-lutherische Theologin, Pfarrerin, Pastoralpsychologin und Hochschullehrerin
- Steinmeier, Frank-Walter (* 1956), deutscher Politiker (SPD), MdB, 12. BundespräsidentFrank-Walter Steinmeier (* 1956)

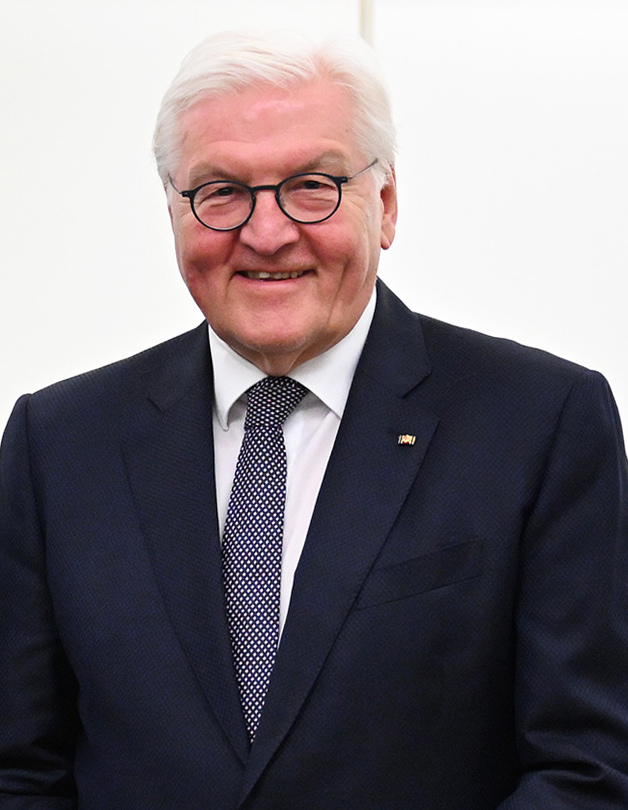
Frank-Walter Steinmeier (* 1956)

- Steinmeier, Mac (* 1963), deutscher Stuntman, Stuntkoordinator und Schauspieler
- Steinmeier, Werner (1910–1993), deutscher Kapellmeister, Chorleiter, Musikkritiker und Musiklehrer in Bremerhaven
- Steinmeister, Otto von (1860–1937), Landrat, Regierungspräsident
- Steinmetz, Achmet (1878–1947), deutscher Architekt
- Steinmetz, Ádám (* 1980), ungarischer Wasserballspieler
- Steinmetz, Adolf Heinrich Karl (1868–1919), Landtagsabgeordneter
- Steinmetz, Albert (1909–1984), deutscher Leichtathlet
- Steinmetz, Andreas (1899–1971), deutscher Buchbinder und Kommunalpolitiker
- Steinmetz, Andreas (* 1997), österreichischer Hochspringer
- Steinmetz, Arnd (* 1966), deutscher Informatiker, Hochschullehrer und Hochschulpräsident
- Steinmetz, Barnabás (* 1975), ungarischer Wasserballer
- Steinmetz, Beny (* 1956), israelischer Diamantenhändler, Unternehmer und InvestorBeny Steinmetz (* 1956)

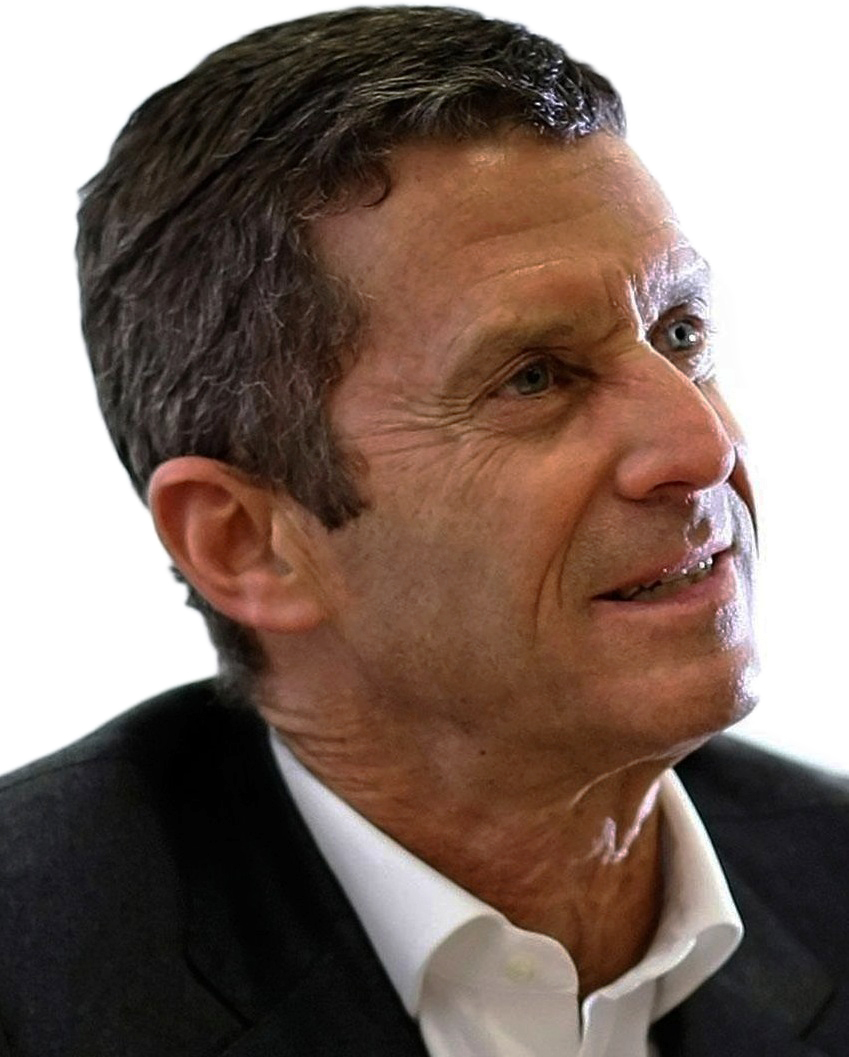
Beny Steinmetz (* 1956)

- Steinmetz, Carl (* 1892), deutscher Kaufmann und Jurist
- Steinmetz, Charles P. (1865–1923), deutsch-amerikanischer Elektroingenieur
- Steinmetz, Christian (1882–1963), US-amerikanischer Basketballspieler
- Steinmetz, Ernst Georg (1895–1946), deutscher Archivar
- Steinmetz, Franz-Josef (1931–2020), deutscher Jesuit, Autor und Chefredakteur
- Steinmetz, Fritz (1917–2008), deutscher Leichtathlet, Sportfunktionär und Sporthistoriker
- Steinmetz, Georg (1882–1936), deutscher Architekt
- Steinmetz, George (* 1957), amerikanischer Soziologe
- Steinmetz, George (* 1957), US-amerikanischer Naturfotograf
- Steinmetz, Geremias (* 1965), brasilianischer Geistlicher, römisch-katholischer Erzbischof von Londrina
- Steinmetz, Hans (1908–1987), deutscher Politiker (CDU), MdL
- Steinmetz, Hans-Dieter (* 1951), deutscher Autor, Publizist und Karl-May-Forscher
- Steinmetz, Heinrich (1835–1915), deutscher Jurist und Kurator
- Steinmetz, Henri, deutscher Filmregisseur und Casting Director
- Steinmetz, Herbert (1908–1986), deutscher Schauspieler
- Steinmetz, Hermann (1866–1920), deutscher Verwaltungsjurist, Präsident des Landeskonsistoriums in Hannover
- Steinmetz, Hermann (1879–1964), deutscher Mineraloge
- Steinmetz, Hermann Christian Ludwig (1831–1903), lutherischer Theologe und Bremen-Verdener Generalsuperintendent
- Steinmetz, Horst († 2021), deutscher Trainer im deutschen Galoppsport
- Steinmetz, Hugh (* 1943), dänischer Jazz-Trompeter und Komponist
- Steinmetz, Inga (* 1983), deutsche Comiczeichnerin
- Steinmetz, János (1947–2007), ungarischer Wasserballspieler
- Steinmetz, Johann Adam (1689–1762), Theologie, Pietist, Pädagoge
- Steinmetz, Johann Franz Christoph (1730–1791), deutscher evangelischer Theologe
- Steinmetz, Johannes († 1830), deutscher Bürgermeister und Politiker
- Steinmetz, Jörg (* 1970), deutscher Fotograf und Gestalter
- Steinmetz, Joseph E. (* 1955), US-amerikanischer Biopsychologe und Hochschulbeamter
- Steinmetz, Julius (1808–1874), Landtagsabgeordneter Waldeck
- Steinmetz, Karl Friedrich Franciscus von (1768–1837), preußischer Generalleutnant und Kartograf
- Steinmetz, Karl Friedrich von (1796–1877), preußischer GeneralfeldmarschallKarl Friedrich von Steinmetz (1796–1877)

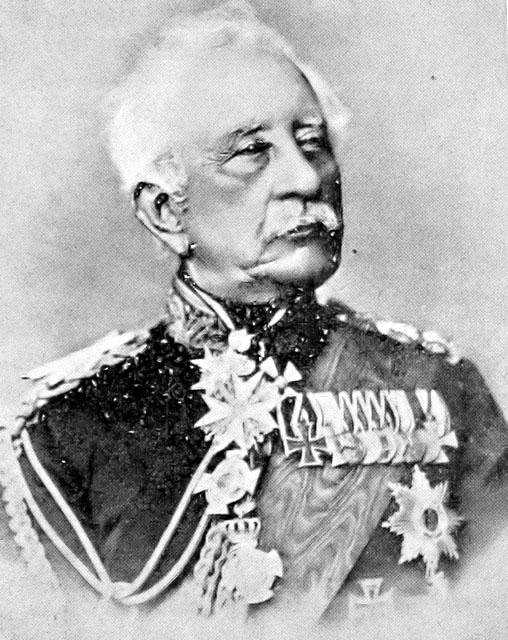
Karl Friedrich von Steinmetz (1796–1877)

- Steinmetz, Kim (* 1957), US-amerikanische Tennisspielerin
- Steinmetz, Klaus (1934–2009), deutscher Rennfahrer, Ingenieur und Unternehmer
- Steinmetz, Klaus (* 1959), deutscher Nachrichtendienstler, V-Mann der Landesbehörde für Verfassungsschutz Rheinland-Pfalz
- Steinmetz, Klement (1915–2001), österreichischer Fußballspieler
- Steinmetz, Lazar (1920–2013), Übersetzer und deutschsprachiger Schriftsteller
- Steinmetz, Malia (* 1999), neuseeländische Fußballspielerin
- Steinmetz, Mario H. (* 1965), deutscher Romanautor
- Steinmetz, Matthias (* 1966), deutscher Astrophysiker
- Steinmetz, Max (1867–1911), deutscher Architekt und Baumeister
- Steinmetz, Max (1912–1990), deutscher Historiker
- Steinmetz, Michael (* 1983), deutscher Sprachwissenschaftler
- Steinmetz, Monika (* 1960), deutsche Fußballspielerin
- Steinmetz, Moritz (1529–1584), deutscher Gelehrter und Professor in Leipzig
- Steinmetz, Motty (* 1992), israelischer chassidischer SängerMotty Steinmetz (* 1992)

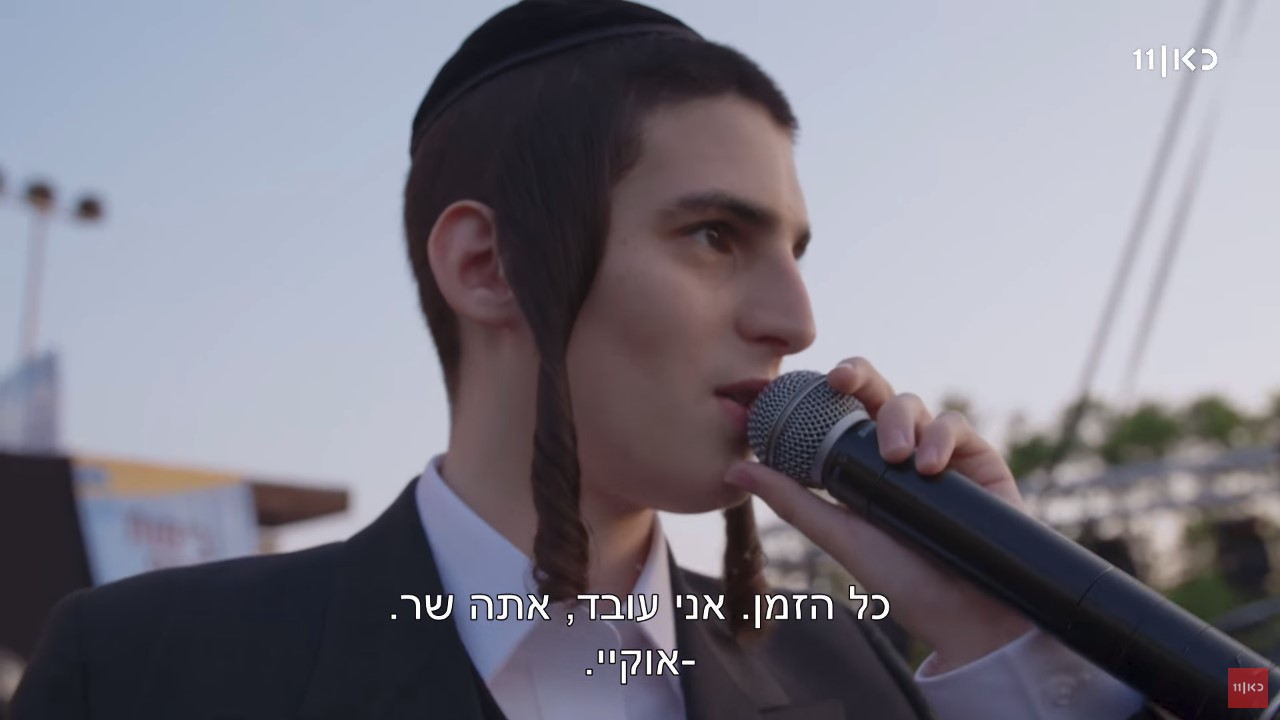
Motty Steinmetz (* 1992)

- Steinmetz, Norbert (* 1949), deutscher Mathematiker
- Steinmetz, Peter (1925–2001), deutscher Altphilologe und Hochschullehrer
- Steinmetz, Ralf (* 1956), deutscher Informatiker, Elektrotechniker und Hochschullehrer
- Steinmetz, Ralf-Henning (* 1966), deutscher Germanist
- Steinmetz, Richard (1930–2016), deutscher Bergbauingenieur und Hochschullehrer
- Steinmetz, Rüdiger (* 1952), deutscher Medienwissenschaftler
- Steinmetz, Rudolf (1801–1854), deutscher lutherischer Theologe
- Steinmetz, Rudolf (1832–1921), evangelisch-lutherischer Theologe und Superintendent
- Steinmetz, Rudolf (1863–1940), evangelisch-lutherischer Theologe und Pastor
- Steinmetz, Sebald Rudolf (1862–1940), niederländischer Soziologe und Ethnologe
- Steinmetz, Selma (1907–1979), österreichische Pädagogin und Widerstandskämpferin
- Steinmetz, Stefan (1858–1930), deutscher Mühleningenieur
- Steinmetz, Thérèse (* 1933), niederländische Schlagersängerin und Malerin
- Steinmetz, Uwe (* 1975), deutscher Jazzmusiker (Saxophon, Komposition)
- Steinmetz, Uwe (* 1975), deutscher Ju-Jutsu-Sportler
- Steinmetz, Valentin, deutscher evangelischer Geistlicher, Astronom und Kalenderherausgeber
- Steinmetz, Werner (* 1959), österreichischer Komponist, Trompeter und Dirigent
- Steinmetz, William (1899–1988), US-amerikanischer Eisschnellläufer
- Steinmetz, Willibald (* 1957), deutscher Historiker und Hochschullehrer
- Steinmetz, Willy (1900–1969), deutscher Ingenieur, Unternehmer und Politiker (DP, CDU), MdL, MdB
- Steinmetz, Wolf-Dieter (* 1953), deutscher prähistorischer Archäologe
- Steinmetz-Noris, Fritz (1860–1923), deutscher Maler
- Steinmetzer, Christina (* 1941), österreichische Politikerin (ÖVP), Salzburger Landtagsabgeordnete
- Steinmetzer, Franz Xaver (1879–1945), römisch-katholischer Theologe, Religionswissenschaftler, Orientalist, Assyriologe und Autor
- Steinmetzer-Mann, Carolin (* 1980), deutsche Politikerin (Die Linke), MdL
- Steinmeyer, August (1821–1895), Landtagsabgeordneter Waldeck
- Steinmeyer, Carl († 1843), deutscher Landwirt und Politiker
- Steinmeyer, Christoph (* 1967), deutscher Künstler und Kurator
- Steinmeyer, Dieter (* 1948), deutscher Manager
- Steinmeyer, Elias von (1848–1922), deutscher Altgermanist und Altphilologe
- Steinmeyer, Franz Ludwig (1811–1900), deutscher evangelischer Pfarrer und Professor der Theologie
- Steinmeyer, Fritz (1918–2008), deutscher Orgelbauer
- Steinmeyer, Georg (1816–1888), Landtagsabgeordneter Waldeck
- Steinmeyer, Georg Friedrich (1819–1901), deutscher Orgelbauer
- Steinmeyer, Hans (1889–1970), deutscher Orgelbauer
- Steinmeyer, Heinz-Dietrich (* 1949), deutscher Rechtswissenschaftler
- Steinmeyer, Hermann (1857–1924), Landtagsabgeordneter Waldeck
- Steinmeyer, Johann Gottfried (1780–1851), deutscher Architekt
- Steinmeyer, Johannes, deutscher Jurist, Universitätsprofessor und Universitätsrektor
- Steinmeyer, Johannes (1857–1928), deutscher Orgelbauer
- Steinmeyer, Otto (* 1883), deutscher Mediziner
- Steinmeyer, Paul (1933–2019), deutscher Orgelbauer
- Steinmeyer, Theodor (1897–1945), deutscher Psychiater und Euthanasietäter

### Steinmi
- Steinmiller, Robert J. junior (* 1978), US-amerikanischer Schauspieler

### Steinmu
- Steinmüller, Angela (* 1941), deutsche Science-Fiction-Autorin
- Steinmüller, Carl Hugo (1872–1959), deutscher Unternehmer
- Steinmüller, Christian (* 1927), deutscher NDPD-Funktionär, MdV, Mitglied des Staatsrats der DDR
- Steinmüller, Christian Gottlob (1792–1864), deutscher Orgelbauer
- Steinmüller, Doris (* 1945), deutsche Schauspielerin
- Steinmüller, Gregor († 1638), habsburgisch-böhmischer Münzmeister
- Steinmüller, Hanna (* 1993), deutsche Politikerin (Bündnis 90/Die Grünen) und SozialwissenschaftlerinHanna Steinmüller (* 1993)

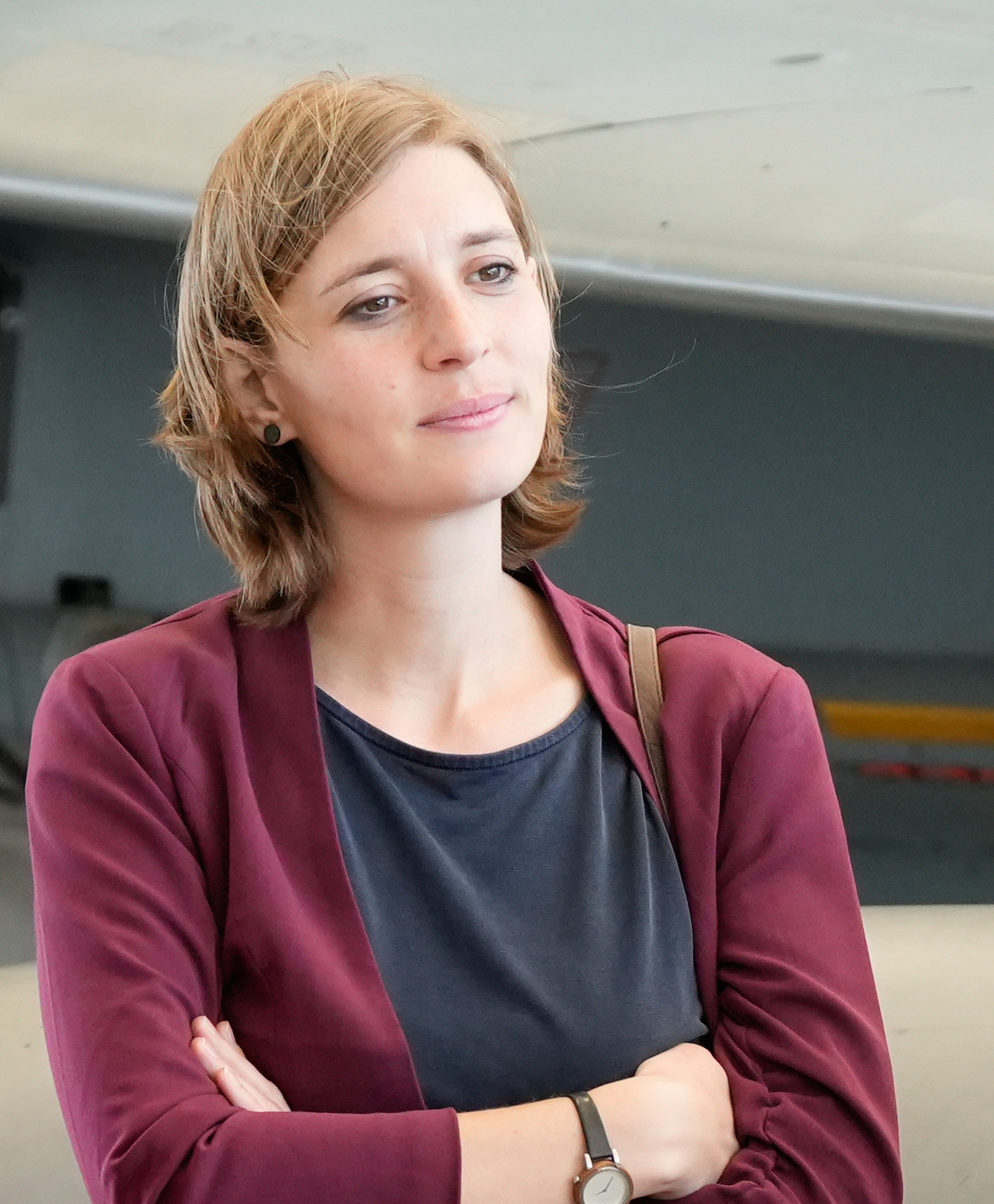
Hanna Steinmüller (* 1993)

- Steinmüller, Johann David (1708–1767), deutscher evangelisch-lutherischer Theologe
- Steinmüller, Johann Rudolf (1773–1835), Schweizer Pädagoge
- Steinmüller, Karl (1901–1977), deutscher Archivar, Leiter des Stadtarchivs in Zwickau
- Steinmüller, Karlheinz (* 1950), deutschsprachiger Science-Fiction-Autor
- Steinmüller, Lebrecht (1838–1899), deutscher Ingenieur
- Steinmüller, Werner (* 1954), deutscher Wirtschaftsingenieur und Bankmanager
- Steinmüller, Wilhelm (1934–2013), deutscher Jurist und Psychotherapeut